# Badu Island
Badu Island (detta anche Mulgrave Island) è un'isola dell'arcipelago delle Torres Strait Islands ed è situata nello stretto di Torres nel Queensland, in Australia. Si trova a nord della penisola di Capo York. Appartiene alla regione di Torres Strait Island. La popolazione dell'isola, nel censimento del 2016, era di 813 abitanti.

## Geografia
Badu Island si trova al centro dello stretto di Torres, affiancata a Moa Island. Badu ha una superficie di 97,8 km² e raggiunge l'altezza massima di 209 m sul Mulgrave Peak.
Sulla costa sud-orientale dell'isola c'è un villaggio che porta lo stesso nome, dotato di un aeroporto (cod. IATA:  BDD).

## Storia
I proprietari tradizionali dell'isola sono conosciuti come Badulgal e Mualgal e si fa riferimento a tutti i clan con il nome di "Mura Badulgal" per riconoscere l'intera comunità di Badu Island.
Il capitano William Bligh, comandante della Providence visitò lo stretto di Torres nel 1792 e mappò le principali isole e i canali. Bligh chiamò l'isola Mulgrave.